# Raymond O’Hurley
Raymond Joseph Michael O’Hurley PC (* 1. Oktober 1909 in Saint-Gilles, Québec; † 27. März 1970) war ein kanadischer Politiker der Progressiv-konservativen Partei (PC), der zwischen 1938 und 1957 Bürgermeister von Saint-Gilles, fast sechs Jahre lang Mitglied des Unterhauses sowie zwischen 1958 und 1963 Minister für Verteidigungsproduktion im 18. kanadischen Kabinett von Premierminister John Diefenbaker war.

## Leben
O’Hurley, der von Beruf Straßenbauarbeiter war, begann seine politische Laufbahn in der Kommunalpolitik und war zwischen 1938 und 1957 Bürgermeister seiner Geburtsgemeinde Saint-Gilles. Darüber hinaus war er von 1950 bis 1958 Vorsteher der Grafschaft Lotbinière, zu der Saint-Gilles als Sprengel gehört.
Bei der Wahl vom 10. Juni 1957 wurde er als Kandidat der Progressiv-konservativen Partei im Wahlkreis Lotbinière erstmals zum Abgeordneten in das Unterhaus gewählt und gehörte diesem bis zu seiner Niederlage bei der Unterhauswahl vom 8. April 1963 an. Bei der Unterhauswahl vom 8. April 1963 unterlag er seinem Herausforderer von der Liberalen Partei, Auguste Choquette, der 6957 Stimmen bekam, während auf ihn nur 5449 Wählerstimmen entfielen.
Kurz nach der Wahl wurde O’Hurley am 7. August 1957 Parlamentarischer Assistent der damaligen Ministers für Bergbau und technische Begutachtung, und zwar zunächst von Léon Balcer und danach von Paul Comtois. Am 12. Mai 1958 wurde er im Rahmen einer Kabinettsumbildung von Premierminister John Diefenbaker in das 18. kanadische Kabinett berufen und war dort bis zum Ende von Diefenbakers Amtszeit am 21. April 1963 Minister für Verteidigungsproduktion.
Bei der Wahl vom 8. November 1965 bewarb sich O’Hurley im Wahlkreis Lotbinière erneut für den Wiedereinzug in das Unterhaus, erlitt jedoch erneut eine Niederlage gegen den nunmehrigen Wahlkreisinhaber Auguste Choquette, auf den diesmal 6238 Wählerstimmen entfielen, während er auf 5160 Stimmen kam. Im Anschluss zog er sich endgültig aus dem politischen Leben zurück.